# Veracruz (État)
Pour les articles homonymes, voir Veracruz (homonymie).
Veracruz (prononcé en espagnol : /beɾaˈkɾus/), formellement Veracruz de Ignacio de la Llave et  officiellement l'État libre et souverain de Veracruz de Ignacio de la Llave (Estado Libre y Soberano de Veracruz de Ignacio de la Llave /esˈtado ˈliβɾe i soβeˈɾano de beɾaˈkɾus dejɣˈnasjo ðe la ˈʝaβe/), est un État du Mexique situé à l'est du pays.
Plusieurs îles du golfe du Mexique sont rattachées à l'État de Veracruz. La partie continentale s'étend sur 72 815 km2 et les îles occupent une surface de 58 km2. Il est entouré par sept autres États : au nord se trouve Tamaulipas, au sud Oaxaca et Chiapas, au sud-est Tabasco, à l'ouest Puebla, Hidalgo, San Luis Potosí. À l'est se trouve le golfe du Mexique.
L'État de Veracruz comptait environ 7,6 millions d'habitants en 2010, répartis dans 10 régions et 212 municipalités. C'est Xalapa (ou Jalapa ou Jalapa-Enríquez / Xalapa-Enríquez) qui en est la capitale et non la ville homonyme de Veracruz (la plus peuplée de l'État).

## Toponymie
Le nom de l’État est dû à sa ville la plus peuplée, Veracruz, fondée le 22 avril 1519 par Cortés sous le nom de Villa Rica de la Vera Cruz : Villa (« ville ») ; Rica (« riche ») car les autochtones l'accueillent en lui offrant des vivres, de l'or et des bijoux : « Rica por la cantidad de oro rescatado a los indígenas » (« Riche de par la quantité d'or prise aux indigènes »), et Vera Cruz (« vraie croix ») en raison de la date de débarquement de Cortés sur ce rivage un Vendredi saint (jour de la mort de Jésus-Christ sur la croix).
Lorsque la Constitution de 1824 est promulguée, l’État reçoit pour la première fois le nom de Veracruz et se constitue officiellement comme l’État Libre et Souverain de Veracruz (Estado Libre y Soberano de Veracruz). Par le décret du 10 juillet 1863, l’État prend officiellement le nom de Veracruz-Llave, en l'honneur du général et gouverneur de la ville Ignacio de la Llave.

## Histoire

### Période coloniale
Le 22 avril 1519, à la tête d'une expédition espagnole venue de Cuba, Hernán Cortés débarque sur la côte du golfe du Mexique, où il fonde la ville de Villa Rica de la Vera Cruz qui fut renommée par la suite Vera Cruz, puis Veracruz.

### De l'indépendance à la Révolution de 1910-1920
À sa création lors de la promulgation de la constitution fédérale de 1824, précisée par une loi du 26 mai 1825, l'État libre et souverain de Veracruz reprend les contours de l'ancienne intendance de Nouvelle-Espagne, et est subdivisé en quatre départements et en 12 cantons, ainsi conçus :
- département de Veracruz, avec les cantons de Veracruz, Misantla, Papantla et Tampico ;
- département de Xalapa, avec les cantons de Xalapa et Jalacingo ;
- département d'Orizaba, avec les cantons d'Orizaba, Córdoba et Cosamaloapan
- département d'Acayucan, avec les cantons d'Acayucan, Tuxtla et Huimanguillo[5][lire en ligne].

La désignation de la capitale de l'État de Veracruz fut contrainte par les évènements liés à la lutte pour l'indépendance. En effet, lors de la promulgation de la Constitution de 1824, le port de San Juan de Ulúa, établi sur une île fortifiée faisant face à la ville de Veracruz, était encore aux mains de l'Espagne et servait de point d'appui dans ses tentatives de reconquête de la défunte Nouvelle-Espagne. Cette situation exposée aux interventions militaires venues d'outre-mer fit que la capitale fut alors établie loin des côtes, à Xalapa. Xalapa est à nouveau désignée comme capitale en 1861, puis la capitale est déplacée à Veracruz en 1867, avant qu'elle ne revienne à Xalapa en 1885.
Un décret de 1853 porte création d'un nouveau territoire fédéral, le Territorio de Tehuantepec (es), situé dans les confins sud-est, dans l'isthme de Tehuantepec, avec pour capitale la ville de Minatitlán. L'existence de ce nouveau territoire ne sera que provisoire, puisqu'il sera supprimé avec la promulgation d'une nouvelle constitution fédérale en 1857. Sa suppression entraînera cependant une perte de territoires, le canton de Huimanguillo  étant alors attribué à l'État de Tabasco.
L'année suivante commence la guerre civile de la réforme, opposant le libéral Benito Juárez, dont le gouvernement siège à Veracruz, au conservateur José Ignacio Pavón, dont le gouvernement siège à Mexico. Entre 1858 et 1861, Veracruz tiendra lieu de capitale fédérale pour le camp de Juárez.
Au sortir de cette guerre civile, les finances de l'État mexicain sont exsangues, et celui-ci est étranglé par sa dette extérieure. Benito Juárez, vainqueur de la guerre civile et ayant refait de Mexico sa capitale, suspend le remboursement de sa dette, dont les principaux bailleurs sont l'Angleterre, l'Espagne et la France. Ceux-ci réagissent dès la fin de 1861 par une expédition militaire. Plus acharnée, la France de Napoléon III la prolongera jusqu'en 1867, avec le projet de fonder un empire du Mexique, dont le prince aurait été Maximilien Ier. Durant cette période, une partie du pays, dont l'État de Veracruz, sont occupés militairement.
De 1874 à 1885, la ville d'Orizaba est capitale de l'État de Veracruz, sur décision de son gouverneur Apolinar Castillo (es). Le général et gouverneur Juan de la Luz Enríquez Lara (es) déplace à nouveau la capitale à Xalapa,.
En 1907, la grève des ouvriers du textile de Río Blanco est réprimée par les troupes fédérales.
Durant la Révolution mexicaine de 1910-1920, le président démissionnaire Porfirio Díaz quitte le Mexique, depuis le port de Veracruz, pour s'exiler en Europe le 25 mai 1911, à bord du navire Ypiranga. En octobre 1912, le neveu de Porfirio Díaz, Félix Díaz, parvient, après avoir soulevé un bataillon, à s'emparer durant quelques jours de Veracruz. Il sera finalement défait et emprisonné. 
L'année 1914 voit l'intervention des États-Unis dans le conflit mexicain, et au mois d'avril, ceux-ci positionne lsa  flotte près de Tampico (incident de Tampico), puis débarquent à Veracruz, pour empêcher les livraisons d'armes venant d'Europe au gouvernement de Victoriano Huerta envers lequel les États-Unis ne sont pas favorables et qui fait face aux troupes de Venustiano Carranza, c'est l'Occupation américaine de Veracruz  qui s'achèvera en novembre 1914.
Venustiano Carranza y établit ensuite provisoirement sa capitale, alors que Mexico est désormais occupée par les troupes d'Emiliano Zapata et de Francisco Villa, et que Huerta a déjà quitté le pays via le port de Coatzacoalcos. Le dernier épisode trouble se produit en mai 1916, lorsque Félix Díaz effectue son retour au Mexique et à Veracruz, et y affronte un Venustiano Carranza affaibli par le discrédit.
La période révolutionnaire se clôt pour l'État de Veracruz avec la promulgation de la Constitution mexicaine de 1917.
En 1914, le gouverneur de l'État de Veracruz Cándido Aguilar (es) déplace à nouveau la capitale de l'État à Orizaba. En 1916, son successeur provisoire Miguel Aguilar (es) la déplace à Córdoba,.

### De la Révolution mexicaine à nos jours
En décembre 1923, Adolfo de la Huerta et le général Guadalupe Sánchez se soulèvent à Veracruz, et les troupes de Guadalupe Sánchez entament une marche vers Mexico, pour y affronter celles d'Álvaro Obregón. Sánchez est défait en janvier 1924 à la bataille d'Esperanza, tandis que les troupes d'Obregón occupent Córdoba en février. De la Huerta quitte alors Veracruz et part en exil.
La Constitution de 1917, qui est anticléricale, provoque la guerre des Cristeros, Veracruz connaît deux nouveaux soulèvements armés, en 1927 sous la direction du général Arnulfo R. Gómez, et en 1929 sous celle de Jesus M. Aguirre. Ces deux soulèvements seront rapidement réduits.
En 1948, sous le gouvernorat d'Adolfo Ruiz Cortines, lors de la promulgation d'une loi organique portant sur les municipalités, ces dernières étaient au nombre de 198 au sein de l'État de Veracruz. Elles sont actuellement au nombre de 212.

## Culture
L'une des composantes majeures de la culture populaire de l'État de Veracruz est le son jarocho, un style musical dont le plus célèbre représentant est la chanson La bamba.

### Événements culturels et festivals
Le carnaval de Veracruz est l'un des plus réputés après Rio de Janeiro au Brésil.

## Éducation
L'État possède une université publique, l'Université de Veracruz, fondée en 1949, comprenant cinq campus, et dont le rectorat est situé à Xalapa. En 2010 a été fondée l'Université populaire autonome de Veracruz (Universidad Popular Autónoma de Veracruz). S'y ajoutent des instituts à caractère technologique : l'Instituto Tecnológico de Veracruz et l'Instituto Tecnológico Superior de Xalapa.

## Économie

### Agriculture, élevage et pêche
La région est le principal producteur du pays pour la canne à sucre, le maïs, l'orange, le citron et l'ananas, dans une moindre mesure le café. L'élevage concerne essentiellement pour la viande le bœuf, la volaille et le porc, à quoi s'ajoute la production laitière ainsi que les œufs. La pêche concerne essentiellement le poisson (mojarra), la crevette et les huîtres,.
Jusqu'à sa privatisation au début des années 1990, la production de tabac de l'État, de même que pour le reste du pays, était un monopole public de "Tabacos Mexicanos" (Tabamex) ainsi que la baisse de la demande internationale, l'État de Veracruz occupait une grande place dans la production de tabac brun, qu'elle produisait exclusivement. Les principales zones productrices étaient, du nord au sud : le secteur de Platón Sánchez et d'Álamo, le secteur de Papantla, le secteur de Córdoba, et le secteur de Los Tuxtlas.

### Industrie manufacturière
Selon les chiffres de l'État de Veracruz, ce secteur emploie plus de 141000 travailleurs. Les principales branches économiques sont l'industrie pétrochimique et la fabrication de produits dérivés du pétrole, ainsi que la transformation des produits issus de l'agriculture et de l'élevage. Le secteur pétrochimique concerne essentiellement les villes de Coatzacoalcos, Poza Rica et Minatitlán.

### Infrastructures portuaires
Parmi les principaux ports industriels et commerciaux de cet État, il convient de mentionner :
- les deux ports de Coatzacoalcos : le port franc de Coatzacoalcos, possédant un tirant d'eau de 11,9 mètres, permettant d'accueillir des navires d'une longueur maximale de 247 mètres[23] ; et le terminal pétrolier de Pajaritos, possédé par la compagnie pétrolière Pemex, dont le tirant d'eau est de 14,9 mètres, permettant d'accueillir des navires d'une longueur maximale de 246,8 mètres[24]. La ville possède également un chantier naval, dénommé ASTIMAR 3[25]
- celui de Veracruz, d'un tirant d'eau de 12,1 mètres, pouvant accueillir des navires de 244 mètres[26]
- Celui de Tuxpan, d'un tirant d'eau de 11,7 mètres permettant d'accueillir des navires d'une longueur maximale de 279 mètres[27]

### Énergie
L'État comprend une centrale nucléaire, établie dans la municipalité d'Alto Lucero de Gutiérrez Barrios, au bord du golfe du Mexique, celle de Laguna Verde.

## Transports
L'État possède deux aéroports internationaux, gérés par la compagnie ASUR : l'Aéroport international de Minatitlán-Coatzacoalcos et l'Aéroport international de Veracruz. Il faut y ajouter trois aéroports nationaux : l'aéroport national El Lencero, situé à Xalapa, l'aéroport national El Tajín, situé à Tihuatlán, et gérant le trafic aérien commercial pour les villes de Poza Rica et Túxpam, ainsi que l'aéroport national Ingeniero Juan Antonio Perdomo Díaz (es), situé à Córdoba.
La compagnie Ferrocarril del Istmo de Tehuantepec gère une partie des chemins de fer, dont une ligne permettant de traverser l'isthme de Tehuantepec, entre les villes de Coatzacoalcos et Salina Cruz, dans l'État de Oaxaca, tandis que deux autres lignes permettent de relier Coatzacoalcos à Veracruz, et Coatzacoalcos à la municipalité de Palenque, dans l'État de Chiapas. Elles sont gérées par la compagnie d'État Ferrocarril Coatzacoalcos-Palenque (es).
Deux autres compagnie ferroviaires, privées, détiennent deux lignes distinctes permettant de relier Mexico à Veracruz :
- La première est la Ferromex, qui détient la ligne Ferrocarril México-Veracruz (es), permettant de relier Mexico à Veracruz, en traversant l'État d'est en ouest, en passant par Córdoba et Orizaba. Construite en plusieurs étapes au cours de XIXe siècle, elle est familièrement dénommée El Jarocho[30].
- La seconde est la Kansas City Southern de México, qui détient la ligne Ferrocarril Interoceánico de México (es), permettant de relier Mexico à Veracruz, en traversant l'État d'est en ouest, en passant par Puebla et Xalapa. Cette ligne se prolonge ensuite vers Salina Cruz.

Ces deux lignes, construites au cours du XIXe siècle, principalement durant la présidence de Porfirio Díaz furent nationalisées dans les années 1930 et gérées par la compagnie nationale Ferrocarriles Nacionales de México, avant d'être privatisées en 1995.

## Géographie
Cet État s'étire en longueur le long du littoral, au fond du golfe du Mexique, entre l'État de Tamaulipas au nord, et la remontée formée par la péninsule du Yucatán au sud et à l'est. Il se caractérise par une plaine côtière bordée ensuite par des montagnes.
Le relief est marqué par deux puissantes chaînes montagneuses. Tout d'abord la Sierra Madre orientale, qui descendant selon un axe nord-nord-ouest / sud-sud-est depuis la frontière entre le Mexique et le Texas, s'achève dans le nord de l'État de Veracruz. La partie sud de l'État est elle dominée par la chaîne de la Cordillère néovolcanique, dont les volcans Pic d'Orizaba, culminant à 5 636 mètres, et le Cofre de Perote, culminant à 4282 mètres. La partie sud de l'État est marquée par une autre chaîne volcanique, la Sierra de los Tuxtlas, distincte et de moindre importance que la Cordillère néovolcanique, dont elle séparée par 250 kilomètres. Le volcan San Martín Tuxtla, culminant à 1650 mètres, en est le plus important.

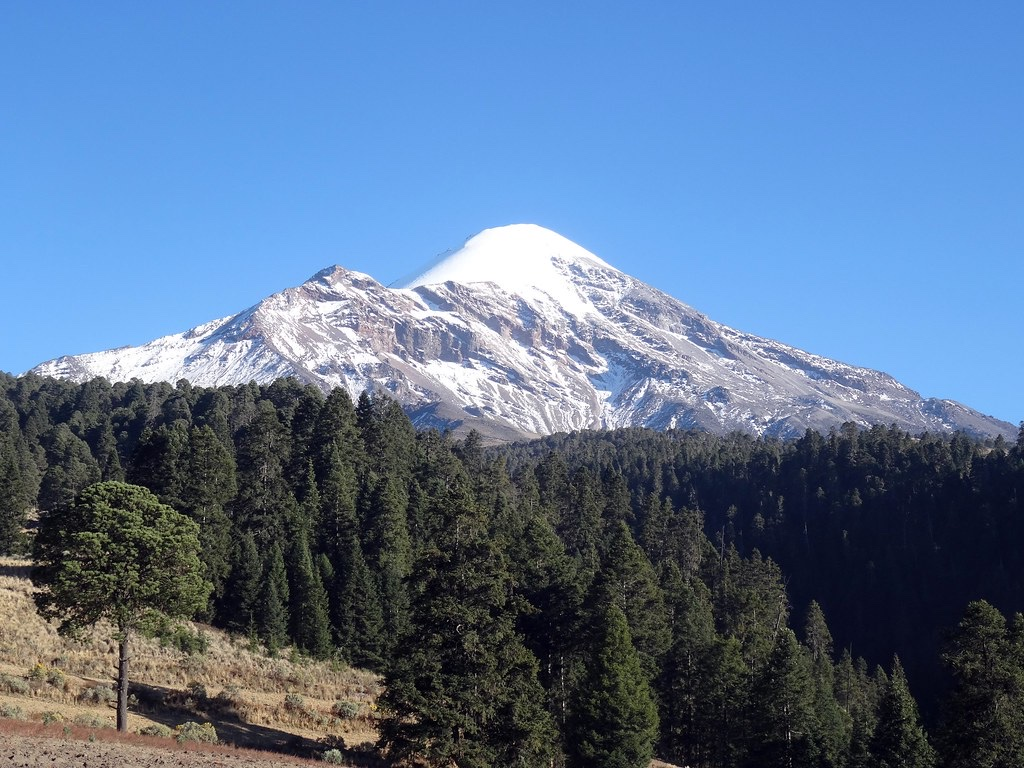
Pic d'Orizaba

### Hydrologie
Son territoire est traversé par de nombreux fleuves côtiers, dont les plus importants sont :
- Au nord le Río Pánuco, le Río Tuxpan, le Río Cazones, le Río Tecolutla et le Río Nautla ;
- Au centre le Río Actopan, le Río Antigua et le Río Jamapa ;
- Au sud le Río Papaloapan, Río Coatzacoalcos et le Río Tonalá.

### Flore et faune

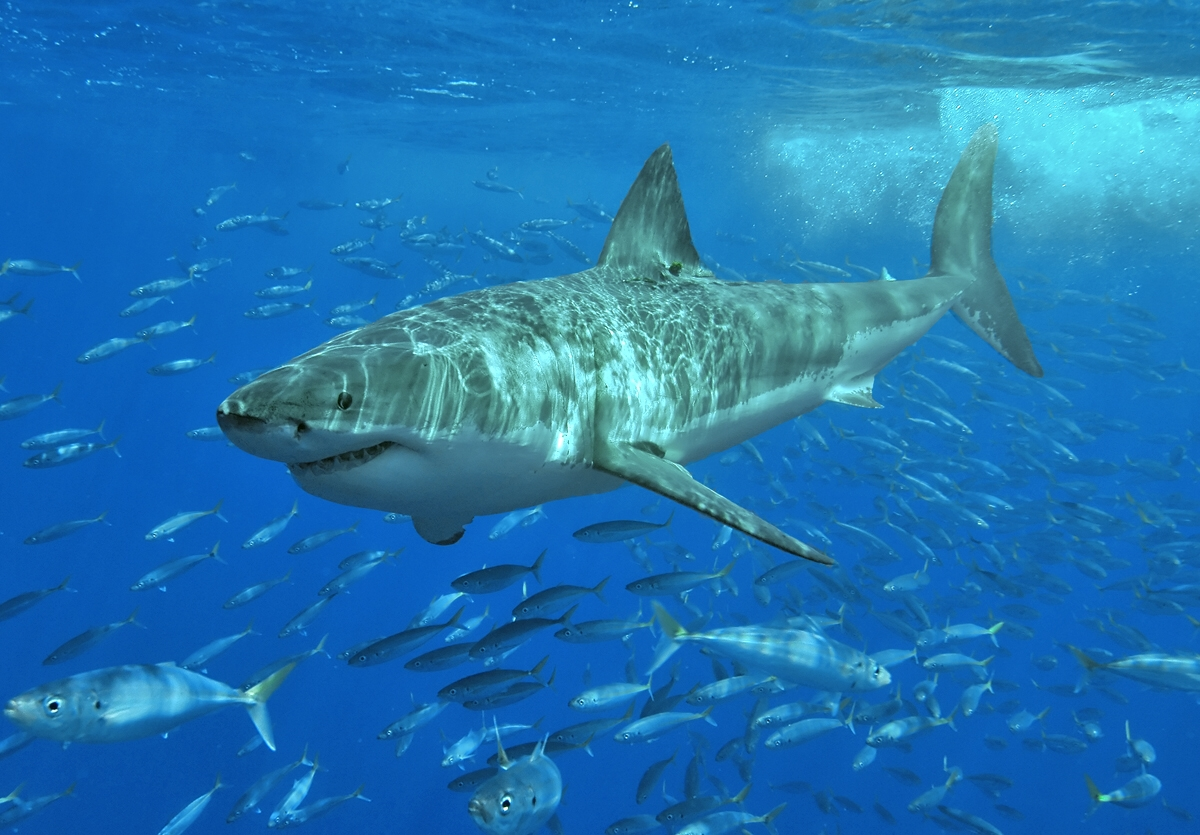
Grand requin blanc
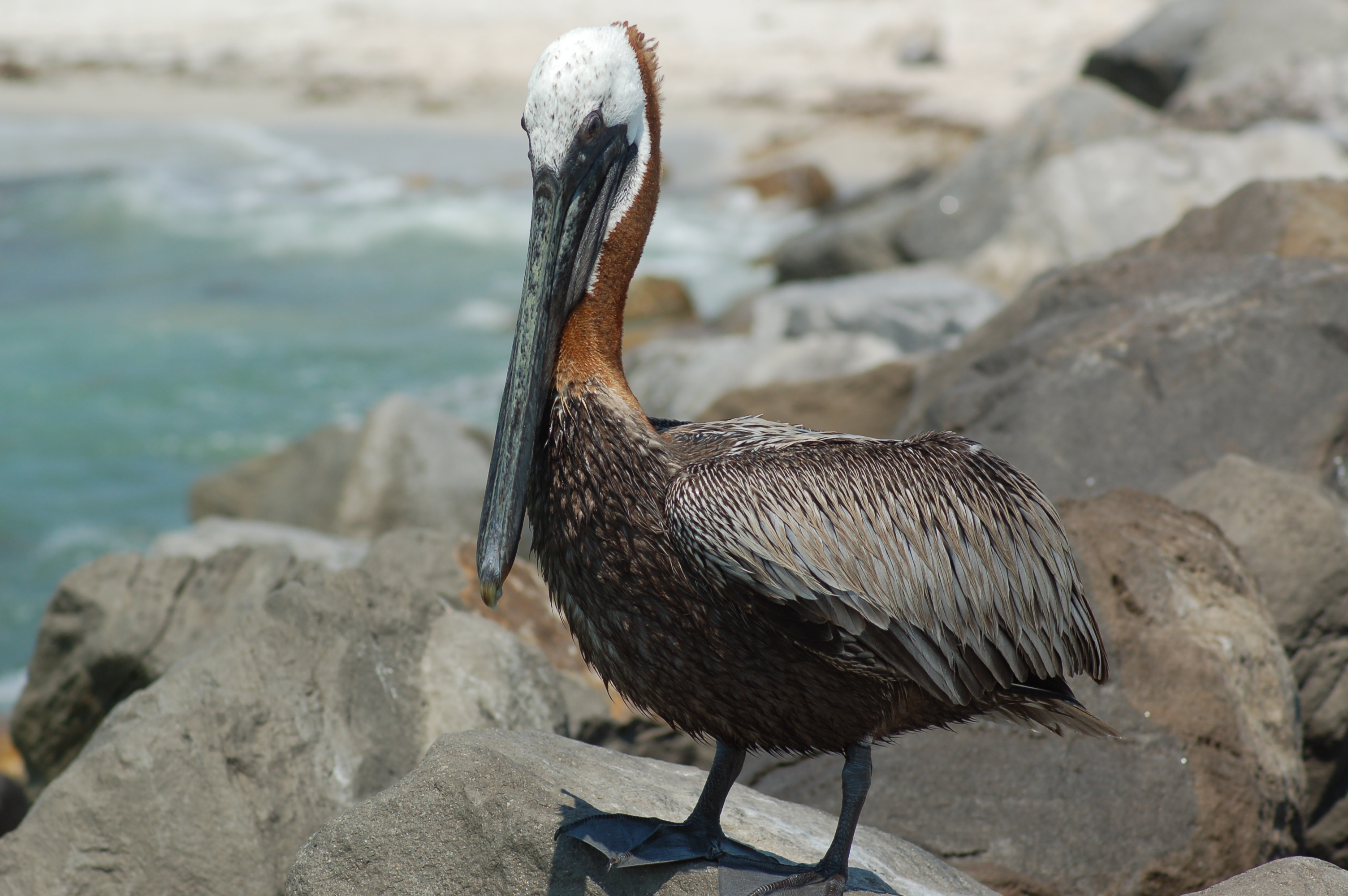
Pélican brun
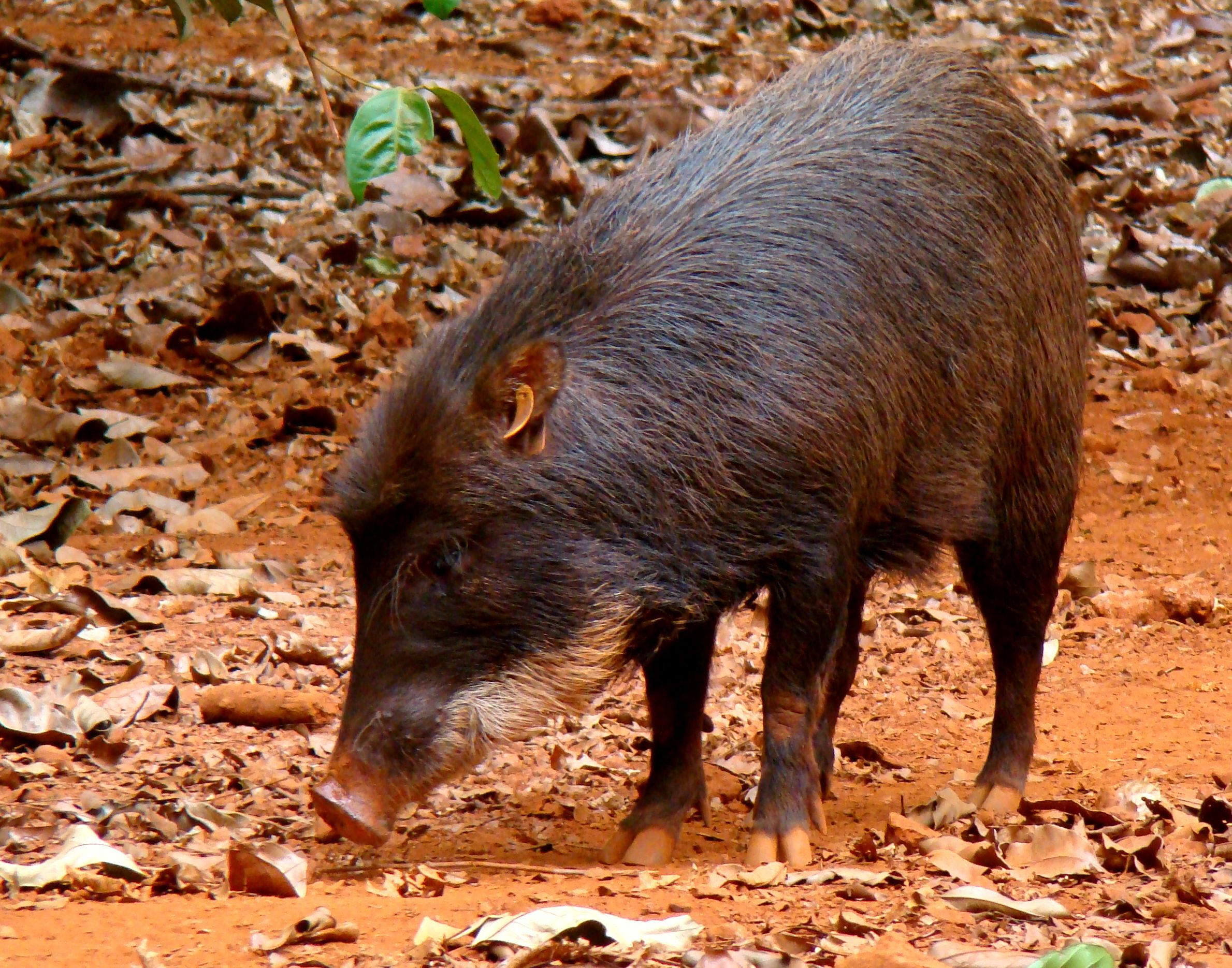
Pécari à lèvres blanches
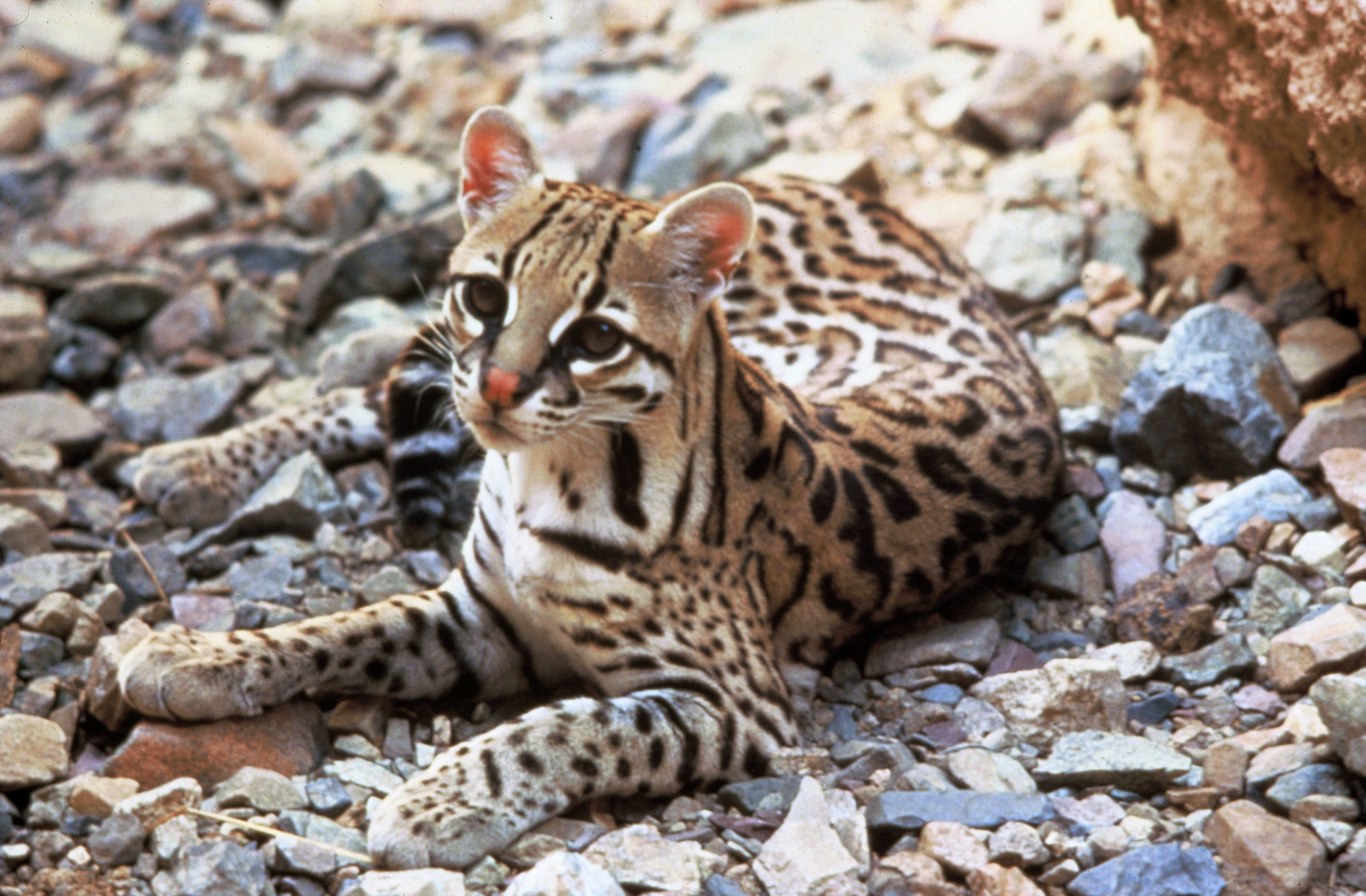
Ocelot
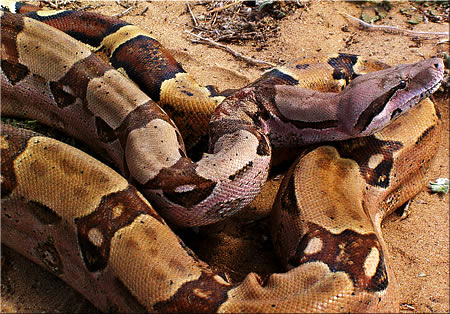
Boa constricteur
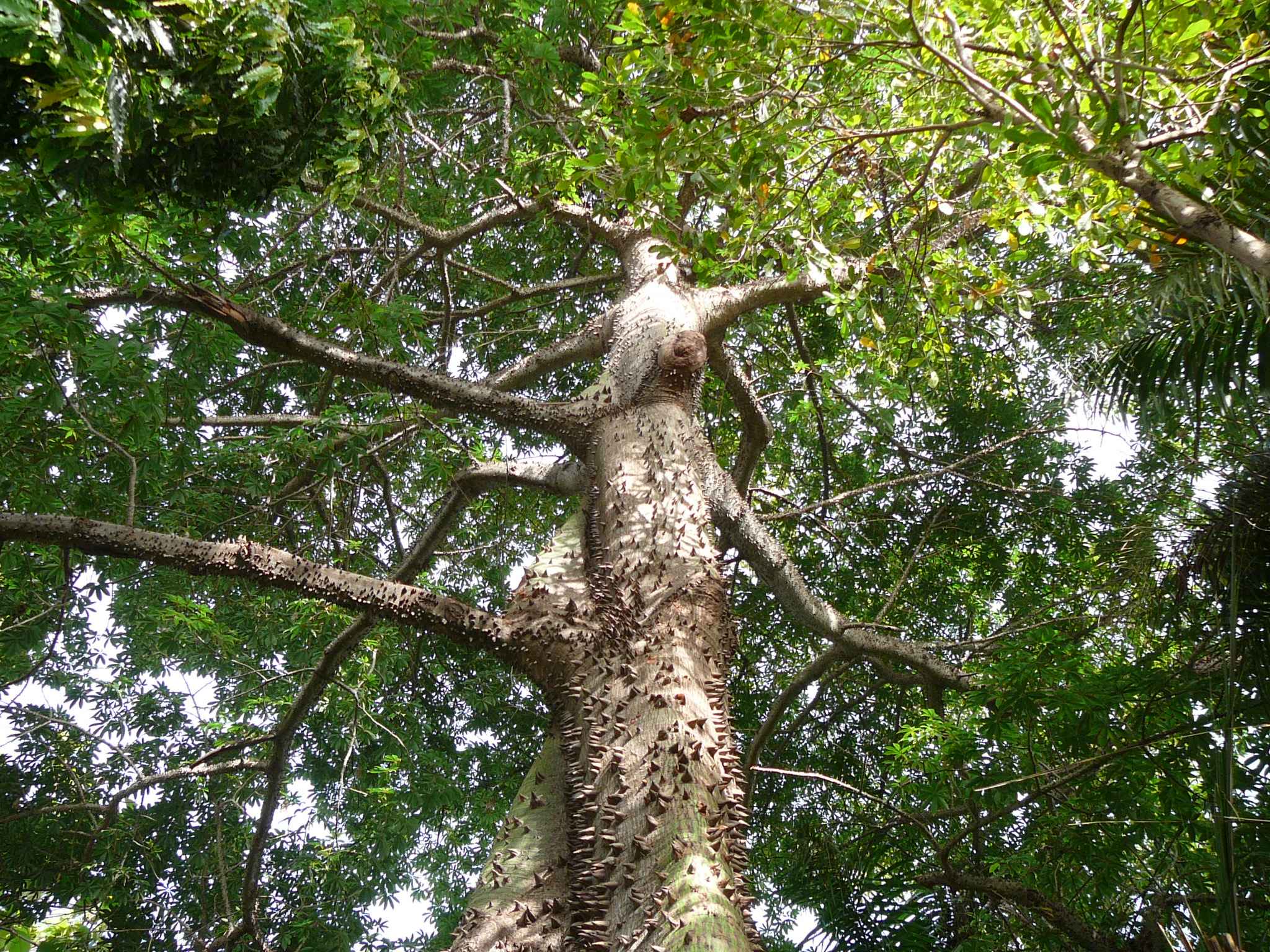
Ceiba pentandra
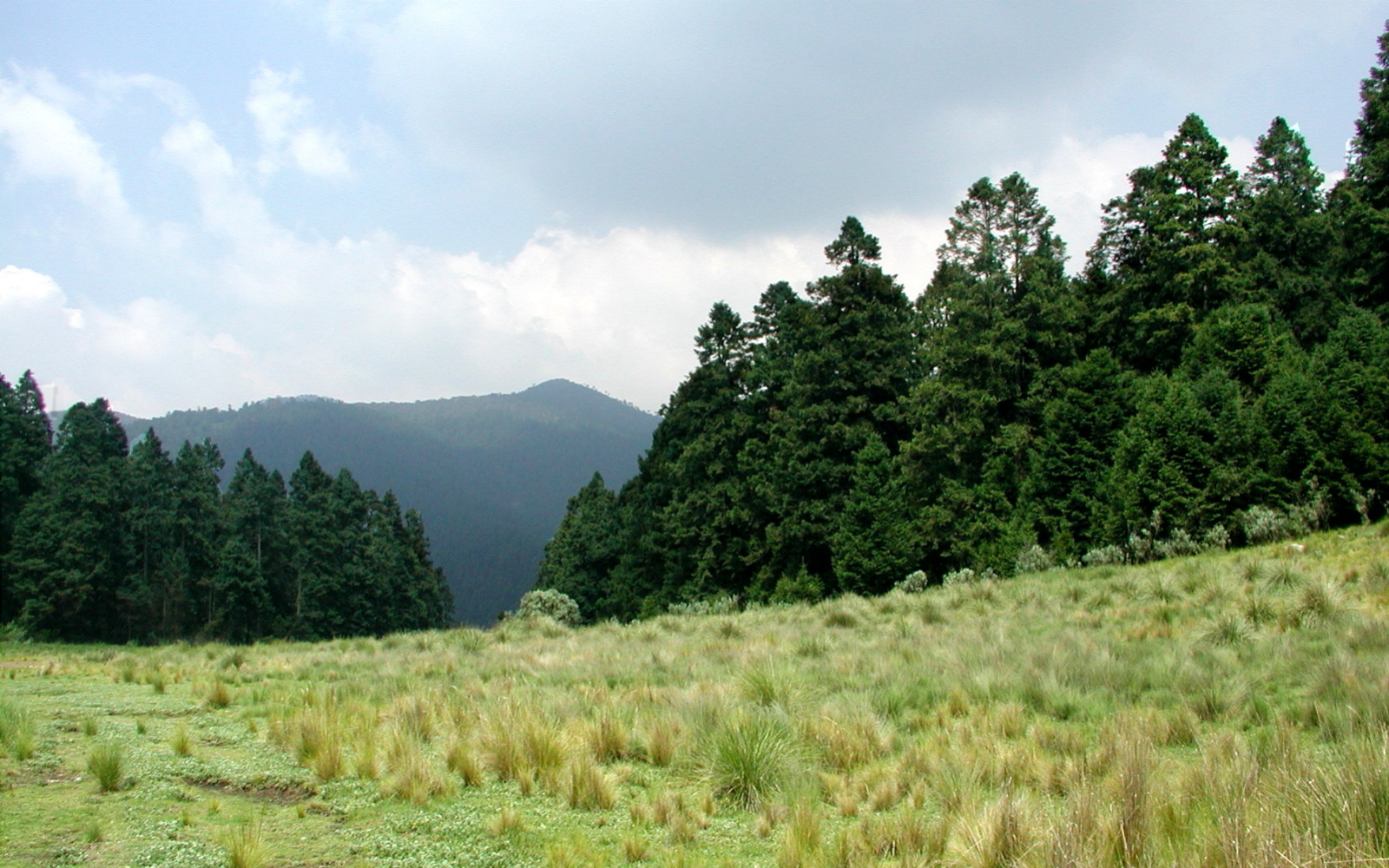
Abies religiosa
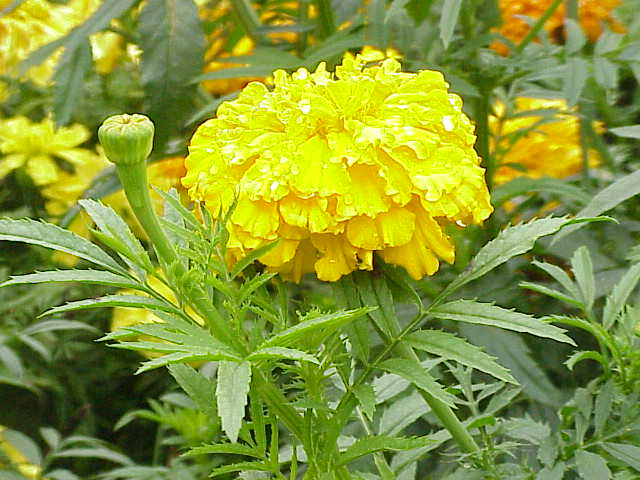
Rose d'Inde
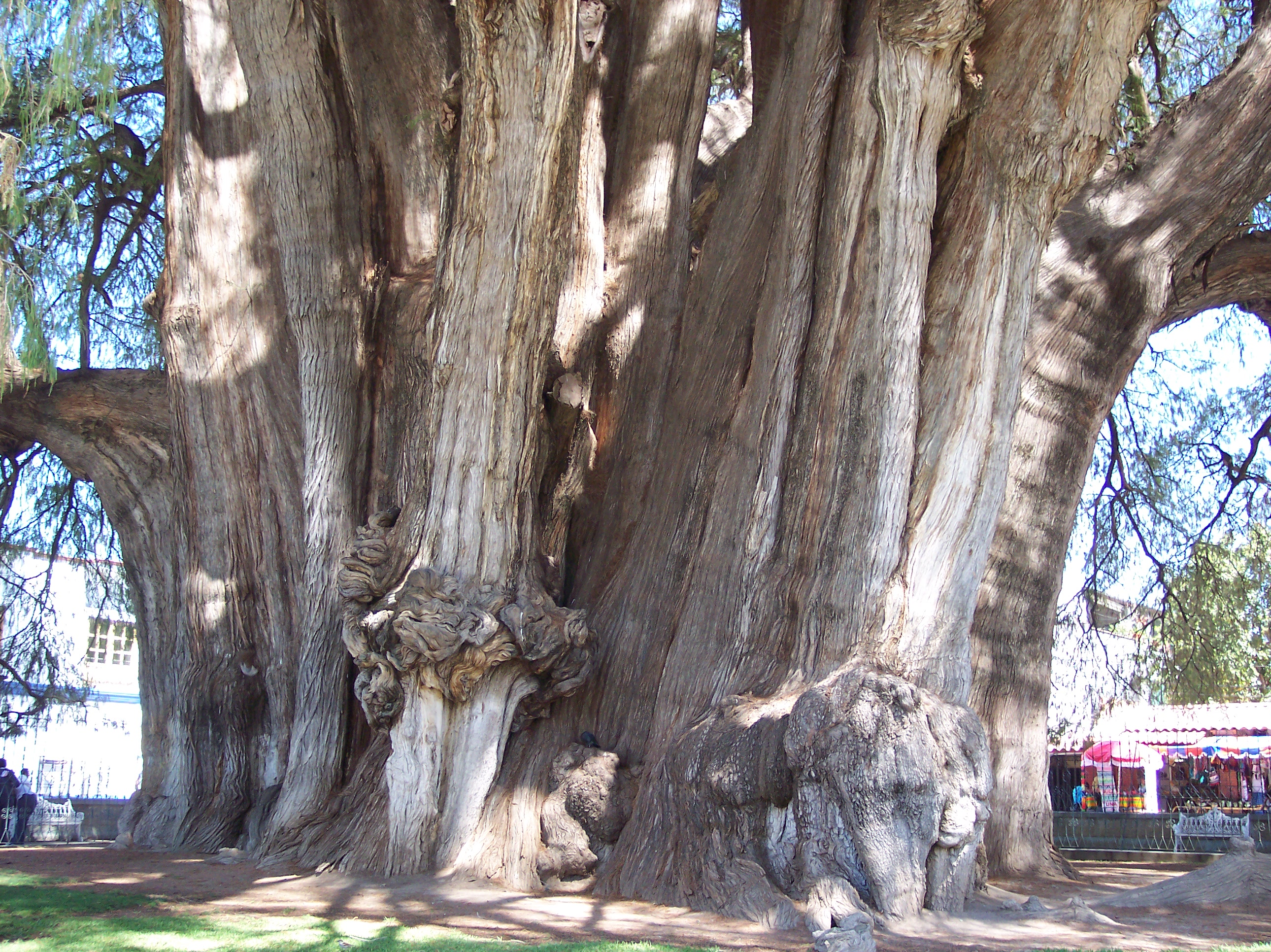
Taxodium
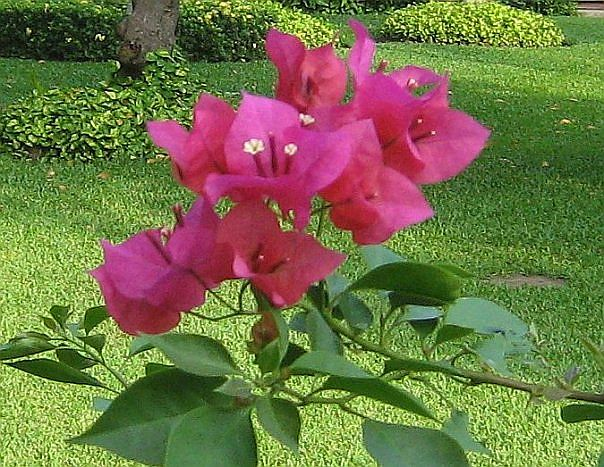
Bougainvillea glabra

## Subdivisions administratives

Regiones de Veracruz

L'État de Veracruz est subdivisé en 10 régions administratives, dont les noms en espagnol sont du nord au sud. : 
- Huasteca Alta (1),
- Huasteca Baja (2),
- Totonaca (3),
- Nautla (4),
- Capital (5),
- Las Montañas (6),
- Sotavento (7),
- Papaloapan (8),
- Los Tuxtlas (9)
- Olmeca (10)

Ces régions sont ensuite subdivisées en municipalités, puis en localités.

## Villes et urbanisme
| Localité             | Municipalité         | Population |
| -------------------- | -------------------- | ---------- |
| Veracruz             | Veracruz             | 428 223    |
| Xalapa               | Xalapa               | 424 755    |
| Coatzacoalcos        | Coatzacoalcos        | 235 983    |
| Poza Rica de Hidalgo | Poza Rica de Hidalgo | 185 242    |
| Córdoba              | Córdoba              | 140 896    |
| Boca del Río         | Boca del Río         | 126 507    |
| Orizaba              | Orizaba              | 120 844    |
| Minatitlán           | Minatitlán           | 112 046    |
| Tuxpan               | Tuxpan               | 84 750     |
| San Andrés Tuxtla    | San Andrés Tuxtla    | 61 769     |

Zonas metropolitanas de Veracruz

En plus de cette classification des principales villes de l'État de Veracruz par importance démographique, et qu'il ne faut pas confondre avec les municipalités, il existe dans cet État 9 zones métropolitaines, dénommées "Zonas metropolitanas". Elles sont définies ainsi : ensemble de deux ou plusieurs municipalités où se trouve une ville d'au moins 50000 habitants et dont les activités ou la zone d'influence directe dépend de la municipalité principale, et éponyme. Les zones métropolitaines de Orizaba et Córdoba sont limitrophes, de même que celles de Coatzacoalcos, Minatitlán et Acayucan.
Les 9 zones métropolitaines sont les suivantes :
- La Zona metropolitana de Veracruz (es), composée des municipalités de Alvarado, Boca del Río, Jamapa, Manlio F. Altamirano, Medellín et Veracruz, pour une population totale de 939 046  habitants[38].
- La Zona metropolitana de Xalapa (es), composée des municipalités de Banderilla, Coatepec, Coacoatzintla, Emiliano Zapata, Xalapa, Jilotepec, Rafael Lucio, Tlalnelhuayocan et Xico, regroupant une population totale de 789 157 habitants[39].
- La Zona metropolitana de Coatzacoalcos (es), regroupant les municipalités de Coatzacoalcos, Ixhuatlán del Sureste et Nanchital de Lázaro Cárdenas del Río[40].
- La Zona metropolitana de Córdoba (es), composée des municipalités de Amatlán de los Reyes, Córdoba, Fortín et Yanga[41].
- La Zona metropolitana de Minatitlán (es), regroupant les municipalités de Chinameca, Cosoleacaque, Jáltipan, Minatitlán, Oteapan et Zaragoza, pour une population totale de 329 228 habitants[42].
- La Zona metropolitana de Orizaba (es), composée des municipalités de Orizaba, Ixtaczoquitlán, Camerino Z. Mendoza, Río Blanco, Nogales, Mariano Escobedo, Ixhuatlancillo, Rafael Delgado, Atzacan, Maltrata, Huiloapan de Cuauhtémoc et Tlilapan, pour une population totale de 465 175 habitants[43].
- La Zona metropolitana de Poza Rica (es), regroupant les municipalités de Cazones de Herrera, Coatzintla, Papantla, Poza Rica de Hidalgo et Tihuatlán, pour une population de 548 859 habitants[44].
- La Zona metropolitana de Acayucan (es), composée des municipalités de Acayucan, Oluta et de Soconusco[45].
- La Zona metropolitana de Tampico (es), qui est particulière, puisqu'elle regroupe dans l'État de Tamaulipas, situé au nord de celui de Veracruz, les municipalités de Tampico, Altamira et Ciudad Madero, et dans l'État de Veracruz celles de Pueblo Viejo et de Pánuco, pour une population totale de 927 379 habitants[46].

## Personnalités notables
- Lorena Borjas (29 mai 1960 - 30 mars 2020), militante mexicano-américaine des droits des immigrants et des personnes trans.
- Rosamaría Roffiel (1945-), poétesse, romancière, journaliste et rédactrice mexicaine.

## Sports
En Ligue mexicaine de baseball, les Rojos del Águila de Veracruz sont basés à Veracruz où se trouve leur stade, le Estadio Universitario Beto Ávila (en), enceinte de 7 822 places. L'équipe de football de la ville de Veracruz est les Tiburones Rojos.

## Annexe
Liste des municipalités du Veracruz